# Tigriopus thailandensis
Tigriopus thailandensis is een eenoogkreeftjessoort uit de familie van de Harpacticidae. De wetenschappelijke naam van de soort is voor het eerst geldig gepubliceerd in 2012 door Chullasorn, Ivanenko, Dahms, Kangtia & Yang.